# ジェンカ
ジェンカ（フィンランド語: jenkka）は、フィンランドのフォークダンスであり、フィンランド語の発音はイェンッカに近い。
ジェンカはサクサンポルッカ(saksanpolkka)、テュースカ(tyyskä)とも呼ばれる。

## 概要
ポルカに似た2拍子ないし4拍子の速い音楽に合わせて踊る。なお、今日主に日本において単に「ジェンカ」と呼ばれる複数人で列を作り、跳躍を繰り返して少しずつ前に進んでいく踊りは本来は「レットキス」と呼ばれるものである。

## 楽曲
- レットキス
- すてきなジェンカ
原題「Jaakon Jenkka」。作曲はヤーッコ・サロ（フィンランド語版）。ヤーッコ・サロン・オーケストラの演奏で知られる。
日本では1965年に木の実ナナが七野洋太の訳詞で歌い、同時期に青山ミチが稲生ひろしの訳詞でシングル「レットキス」のB面曲として歌った。
- スクール・ジェンカ
原題「Skool Jenka」。作曲はDel. Philippo。